# Giacomo Bellucci (vescovo)
Giacomo Bellucci (Scansano, 2 settembre 1832 – Chiusi, 19 febbraio 1917) è stato un vescovo cattolico italiano.

## Biografia
Nato a Scansano il 2 settembre 1832, fu per molti anni arciprete alla parrocchia di Capalbio.
Nel luglio 1885 venne nominato amministratore apostolico della diocesi di Sovana-Pitigliano, in sostituzione del vescovo Antonio Sbrolli, costretto a lasciare la guida attiva della diocesi per motivi di salute. In questo ruolo compì la visita pastorale degli anni 1887 e 1888 insieme a Bernardino Caldaioli, vescovo di Grosseto. Il 30 dicembre 1889 fu nominato vescovo di Chiusi e Pienza e consacrato il 6 gennaio 1890 dal cardinale Lucido Maria Parocchi.
Morì a Chiusi il 19 febbraio 1917.

## Genealogia episcopale
La genealogia episcopale è:
- Cardinale Scipione Rebiba
- Cardinale Giulio Antonio Santori
- Cardinale Girolamo Bernerio, O.P.
- Arcivescovo Galeazzo Sanvitale
- Cardinale Ludovico Ludovisi
- Cardinale Luigi Caetani
- Cardinale Ulderico Carpegna
- Cardinale Paluzzo Paluzzi Altieri degli Albertoni
- Papa Benedetto XIII
- Papa Benedetto XIV
- Papa Clemente XIII
- Cardinale Marcantonio Colonna
- Cardinale Giacinto Sigismondo Gerdil, B.
- Cardinale Giulio Maria della Somaglia
- Cardinale Carlo Odescalchi, S.I.
- Cardinale Costantino Patrizi Naro
- Cardinale Lucido Maria Parocchi
- Vescovo Giacomo Bellucci